# Ansuya Blom
Ansuya Blom (Groningen, 17 november 1956) is een Nederlands beeldend kunstenaar. Zij heeft naast schilderijen, tekeningen en beeldhouwwerken ook diverse films gemaakt. In 1981 en 1988 ontving zij een Koninklijke Subsidie voor de Schilderkunst.

## Biografie
Blom werkt sinds 1978 als beeldend kunstenaar. Blom volgde haar opleiding aan de Koninklijke Academie van Beeldende Kunsten in Den Haag en Ateliers '63 in Haarlem. In 2003 haalde zij een MA in Psychoanalyse aan de Middlesex University in Londen.
Zij exposeerde onder andere in Museum Fodor, Amsterdam, het Centraal Museum, Utrecht, in het Haags Gemeentemuseum, Den Haag en in het Stedelijk Museum Amsterdam. Haar films werden o.a. getoond in het Museum of Modern Art in New York en tijdens diverse jaargangen van het International Film Festival Rotterdam (IFFR).
Sinds de jaren 90, van de vorige eeuw, is zij ook betrokken als 'advisor' voor de 'resident'-kunstenaars aan de Rijksakademie van beeldende kunsten in Amsterdam. Ook heeft zij gewerkt als docente aan de Christelijke Hogeschool van de Kunsten Constantijn Huygens  in Kampen, van 1978 tot 1985.

## Werk
Blom wordt beschreven als een schilder van een intieme benauwende wereld, waarin het uitgeleverd zijn van de mens aan zijn lichaam centraal staat. Hersenen, lever, hart en gangenstelsels van darmen, en daarnaast bedden, gevels en vensters vormen een mysterieus systeem, waarin aarzelende lijnen verbindingen aangeven. Haar werk concentreert zich op de frictie tussen het individu en de externe omgeving en de misvattingen en verwarring die daardoor ontstaat.
Voor diverse tekeningen liet zij zich inspireren door teksten van o.a. Ellen West, Søren Kierkegaard en teksten van de Native American Poetry.

## Solo tentoonstellingen/Filmscreenings
- 2023: Filmscreening of Dear..., als onderdeel van de tentoonstelling Being Moved Things Around. Derral at Hillside van Stephan Blumenschein, Beautiful Distress House, Amsterdam
- 2022: Stedelijk x IDFA: Video Club met Ansuya Blom, Stedelijk Museum Amsterdam
- 2021: Ansuya Blom, Club Solo, Breda – cat.
- 2019: Lady Lazarus, Amazing Grace, Joe Faces, Hither Come Down on Me, Lola Magenta, screening als onderdeel van Eye Artist and Scholar-in-Residence programme, Eye Filmmuseum, Amsterdam; Het is of de stenen spreken, (silence is a commons), Casco Art Institute: Working for the Commons, Utrecht;  Lola Magenta, screening at Gudskul, Jakarta  Suzanne U., Galerie van Gelder in AP, Amsterdam
- 2014: Through Shutters, Galerie van Gelder, Amsterdam
- 2012: Spell
- 2011: Fred [London] Ltd op Art Brussels, Brussels (met Kate Davis)
- 2009: Portrait (film); The Fall, Fred [London] Ltd, London – cat.
- 2008: The Fall, Galerie van Gelder, Amsterdam
- 2007: Hither come down on me
- 2006: THE PROJECTION PROJECT. The choice of the Curator, an evening of films by Ansuya Blom. MuHKA Media, Antwerp
- 2005: The Paradise [21] Ansuya Blom (Gallery 2), Douglas Hyde Gallery, Dublin; Lichter dan water, Galerie Archetype, Brussels (met Sigurdur Gudmundsson)
- 2004: Nervous (DVD)
- 2002: Chapter Three (DVD)
- 1999: See eye (DVD)
- 1998: Dear… (16mm)
- 1995: Joe Faces (16mm)
- 1992: Regards de la Vierge (16mm)
- 1989: Amazing Grace (16mm)
- 1987: Ysabel's Table Dance (16mm)
- 1985: Borderline (16mm)
- 1984: Lady Lazarus (16mm)

## Erkenning
- 2020: Dr. A.H. Heinekenprijs voor de Kunst voor haar geëngageerde en poëtische werk.[6]
- 1995: Philip Morris Kunstprijs
- 1981: Koninklijke Prijs voor Vrije Schilderkunst

## Collecties met werk van Ansuya Blom
In musea en kunstcentra: Van Abbemuseum, Eindhoven; Stedelijk Museum Amsterdam; Museum Boijmans Van Beuningen, Rotterdam; Centraal Museum, Utrecht; Museum Gouda; Stedelijk Museum Schiedam; Museum het Valkhof, Nijmegen; Museum Arnhem; The Centre for Drawing, Londen; Tate Modern, Londen.
In bedrijfscollecties: ING Collectie, ABN AMRO Kunstcollectie, Aegon kunstcollectie en PostNL kunstcollectie.
Haar werk is ook te vinden in verschillende privé verzamelingen in Nederland en daarbuiten. 

## Galerieën die werk van Ansuya Blom hebben geëxposeerd
- Galerie Smarius, Zutphen
- Galerie van Gelder, Amsterdam

## Publicaties
- Below the Underground: Ansuya Blom, onder redactie van Ansuya Blom, Laurie Cluitmans, Eleonoor Jap Sam, uitgegeven door Jap Sam Books / Centraal Museum, 2024. [7]